# 東科布 (喬治亞州)
東科布（英語：East Cobb）是位於美國喬治亞州科布縣的一個非建制地區。該地的面積和人口皆未知。

## 地理
東科布的座標為33°57′58″N 84°24′41″W / 33.96611°N 84.41139°W，而該地的平均海拔高度為309米（即1014英尺）。